# 洛扎镇
洛扎镇，是中华人民共和国西藏自治区山南市洛扎县下辖的一个乡镇级行政单位。

## 行政区划
洛扎镇下辖以下地区：
次麦社区、贡祖社区、门当社区、嘎波社区和吉堆社区。